# Pietraszów
Pietraszów (dodatkowa nazwa w j. niem. Petershof) – wieś w Polsce położona w województwie opolskim, w powiecie oleskim, w gminie Dobrodzień.
| SIMC    | Nazwa    | Rodzaj                    |
| ------- | -------- | ------------------------- |
| 0131251 | Kopina   | część wsi                 |
| 0131268 | Liszczok | część wsi (przed 2023 r.) |
| 0131274 | Piła     | część wsi                 |

W latach 1975–1998 miejscowość administracyjnie należała do województwa częstochowskiego.